# Калбертсон, Фрэнк Ли
Фрэнк Ли Ка́лбертсон-младший (англ. Frank Lee Culbertson Jr.; род. 15 мая 1949, Чарлстон, Южная Каролина) — американский астронавт-исследователь НАСА, совершивший 3 космических полёта общей продолжительностью 143 суток 14 часов 53 минуты 21 секунду. Вышел в отставку в августе 2002 года в звании кэптэна (аналогично капитану 1-го ранга) ВМС США. 5 июня 2010 года Фрэнк был включен в Зал славы астронавтов.

## Биография
Фрэнк Ли Калбертсон родился 15 мая 1949 года в Чарлстоне, штат Южная Каролина. Затем его семья переехала в городок Холли Хил (англ. Holly Hill) того же штата, где Фрэнк в 1967 году окончил среднюю школу.
В 1971 году Фрэнк Калбертсон получил степень бакалавра по специальности аэрокосмическая техника в Военно-морской Академии США Аннаполиса. После чего поступил на службу в ВМС США, где в 1973 году стал морским лётчиком.
С 1971 года служил на борту ракетного крейсера типа «Белкнап» «Фокс» (CG-33) в заливе Тонкин. После окончания лётной подготовки на авиабазе Пенсаколе (Флорида) Калбертсон служил в морской авиации.
Весной 1973 года Фрэнк окончил подготовку на авиабазе Биивилль (англ. Beeville) в Техасе, в качестве пилота ВМС. После этого он получил назначение в 121-ю истребительную эскадрилью (англ. VF-121) на базу Мирамар (англ. Marine Corps Air Station Miramar) в Калифорнии.
Затем Калбертсоон служил в 151-й истребительной эскадрилье (англ. VF-151) на борту авианосца «Мидуэй», базирующемся в порту Йокосука в Японии. Служил также в 426-й эскадрильи ВВС (англ. 426th TFTS) на авиабазе Льюк (англ. Luke AFB) в Аризоне, где служил инструктором по вооружению и тактике.
До мая 1981 года Фрэнк Калбертсон служил на авианосце «Джон Кеннеди» офицером по катапультным установкам и тросовой системе остановки самолётов при посадке на палубу. В июне 1982 года Калбертсон окончил Школу лётчиков-испытателей ВМС на авиабазе Пэтъюксент Ривер (англ. NAS Patuxent River), штат Мэриленд. После этого Фрэнк получил назначение в директорат испытаний штурмовой авиации, в отделение систем посадки на авианосцы, где работал руководителем программы испытаний системы автоматической посадки истребителя F-4. Затем Калбертсона направили на переподготовку на самолёт F-14A Tomcat в 101-ю истребительную эскадрилью (англ. VF-101) на авиабазе Океания (англ. NAS Oceana) в Вирджиния-Бич.

## Работа в НАСА
В мае 1984 года Фрэнк Ли Калбертсон был зачислен в отряд астронавтов НАСА в составе 10-го набора в качестве пилота. С июля 1984 года по июнь 1995 года Калбертсон прошёл курс ОКП, по окончании которого получил квалификацию пилота шаттла и назначение в Отдел астронавтов НАСА. Там Фрэнк работал в группе обеспечения старта в Космическом центре им. Кеннеди, участвовал в расследовании гибели шаттла «Челленджер» (STS-51L), был главным руководителем лаборатории электронного оборудования шаттла (SAIL — от англ. Shuttle Avionics Integration Laboratory).
С 1990 года Калбертсон работал заместителем руководителя Отделения полётных операций экипажа по поддержке программы космической станции «Свобода». С августа 1995 года по июнь1998 года Фрэнк Калбертсон являлся соруководителем программы «Мир — Шаттл». В июле 1998 года Фрэнк был назначен на должность заместителя руководителя управления полетом по программе Международной космической станция (МКС).
В августе 2002 года Фрэнк Ли Калбертсон покинул отряд астронавтов НАСА.

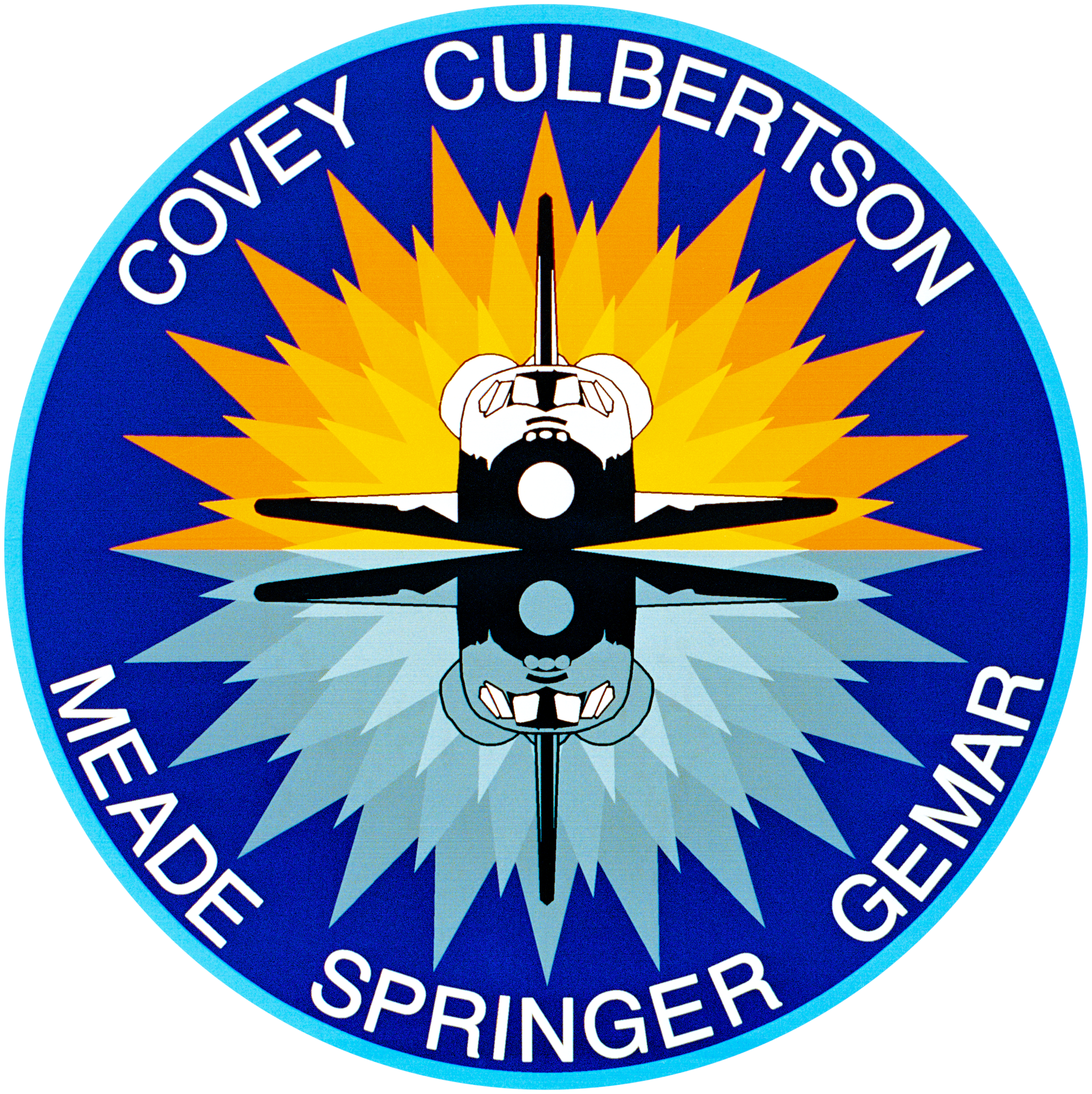
Атлантис STS-38

## Первый полёт
Свой первый полёт Фрэнк Калбертсон совершил в качестве пилота на шаттле Атлантис STS-38. Продолжительность полёта, в период с 15 по 20 ноября 1990 года, составила 4 суток 21 час 55 минут и 26 секунд.

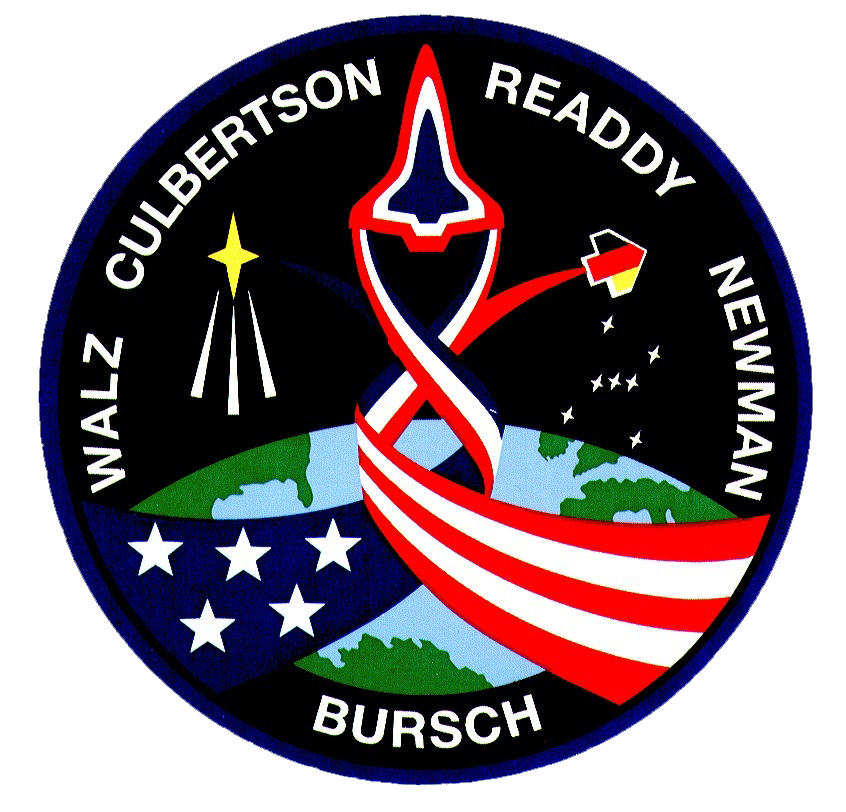
Дискавери STS-51

## Второй полёт
Осенью 1993 года c 12 по 22 сентября Калбертсон совершил свой второй космический полёт: в качестве командира экипажа шаттла Дискавери STS-51.
Общая продолжительность полёта для Фрэнка составила 9 суток 20 часов 11 минут и 56 секунд.

МКС-3

## Третий полёт
В сентябре 1999 года Фрэнк Калбертсон был назначен командиром основного экипажа 3-й основной экспедиции на МКС. И с 10 августа по 17 декабря 2001 года Фрэнк, в качестве командира экипажа 3-й основной экспедиции МКС, совершил свой третий космический полёт.
Старт был произведён 10 августа 2001 года на шаттле Дискавери STS-105 в качестве специалиста полёта. Посадка — на шаттле Индевор STS-108 17 декабря 2001 года.
За время полёта Калбертсон совершил один выход в космос: 12 ноября 2001 года — продолжительностью 5 часов 5 минут, где совместно с астронавтом и участником экспедиции Владимиром Дежуровым занимался подключением антенн системы «Курс» к стыковочному отсеку № 1 (СО1) и испытаниями ГСтМ-1.
В момент террористических атак 11 сентября Калбертсон оказался единственным американцем в космосе и передал на Землю фотографии Нью-Йорка, сделанные цифровым фотоаппаратом Kodak DCS 460c.
На станции Калбертсон был в период с 12 августа по 15 декабря 2001 года, а общая продолжительность полёта составила 128 суток 20 часов 45 минут 59 секунд.

## Личная жизнь
Увлечения: полёты, езда на велосипеде, сквош, бег, гольф, кемпинг, фотография, музыка, водные виды спорта, борьба. Радиолюбитель с позывным KD5OPQ.

## Награды
- Медаль «За заслуги в освоении космоса» (12 апреля 2011 года) — за большой вклад в развитие международного сотрудничества в области пилотируемой космонавтики[13]